# Битва под Торопцем (1609)
Битва под Торопцем, или битва у села Каменки — сражение 15 (25) мая 1609 года между русско-шведским отрядом и отрядом польских гусар и казаков пана Яна Кернозицкого, окончившийся разгромом последнего.

## Предыстория
Посланный царём Василием Шуйским в Новгород князь Михаил Скопин-Шуйский сумел договориться со шведами о военной поддержке против польско-литовских магнатов и Лжедмитрия II, заключив с Якобом Делагарди Выборгский трактат. Также Скопину-Шуйскому удалось собрать русское войско и достичь отпадания от самозванца ряда северных городов. В начале мая передовые русско-шведские отряды выступили из Новгорода, чтобы расчистить для основной армии дорогу на Торжок. Под их натиском предводитель отряда польских гусаров Кернозицкий без боя оставил Руссу, которую союзники заняли 10 (20) мая. После этого интервенты внезапно атаковали их, но были отбиты. Русско-шведский отряд под руководством Фёдора Чулкова и Эверта Горна продолжил наступление и подступил к Торопцу.

## Ход битвы
15 (25) мая у села Каменки произошло сражение с гусарами и казаками застигнутого врасплох Кернозицкого. При первом же ударе панцирной пехоты Горна, воинство Кернозицкого обратилось в бегство, а дворянская конница Фёдора Чулкова завершила разгром. С остатками отряда Кернозицкий пытался отсидеться за стенами близлежащего Троицкого Небина монастыря, но был атакован и выбит из него. Интервенты, оставив артиллерию, покинули Торопец, который сразу же «отложился» от «Тушинского вора».
Официальный историограф Шведского королевства Юхан Видекинд в своей «Истории шведско-московитской войны» (1671) так описывает это сражение:

«Кернозицкий, старый полковник вражеских войск, узнав, что шведские разведчики заняли Старую Русу, послал 300 человек поляков и казаков вытеснить Горна из города… Они своим диким криком скорее вызвали его на бой, чем напугали: он велел нескольким всадникам и мушкетерам переправиться через бывшую перед ними реку. Всего 6 из них, первыми ступившие на противоположный берег, гнались за бегущим врассыпную врагом около 2 миль и захватили столько же пленных. Якоб Делагарди, наконец, со всем войском остановился в Старой Русе. В то время как большинство приходило там в себя от походной усталости, 470 отборных всадников с 200 стрелков присоединились к остальным под командой Эверта Горна и, получив приказ преследовать врага, настигли его 15 мая вечером, уже к ночи, в 19 милях от деревни, у которой расходятся дороги на Смоленск и на Москву… Поляки сначала храбро защищали свои знамена, да и наши наступали решительно: в первом столкновении перебиты были 1400 человек — русских, казаков и поляков. Когда же шведы переправились через отделявшую их от врага реку, то сам Кернозицкий едва спасся, остальные все с ним бежавшие были ранены; его наместник Георгий Силасский был убит…»

## Последствия
После взятия русско-шведским отрядом Торопца началась цепная реакция. От Лжедмитрия II «отложились» Торжок, Старица, Осташков, Ржев, Зубцов, Холм, Невель и другие северо-западные русские города. Таким образом, для наступления армии Скопина-Шуйского и Делагарди на Москву был надёжно прикрыт правый фланг.